# Grenen

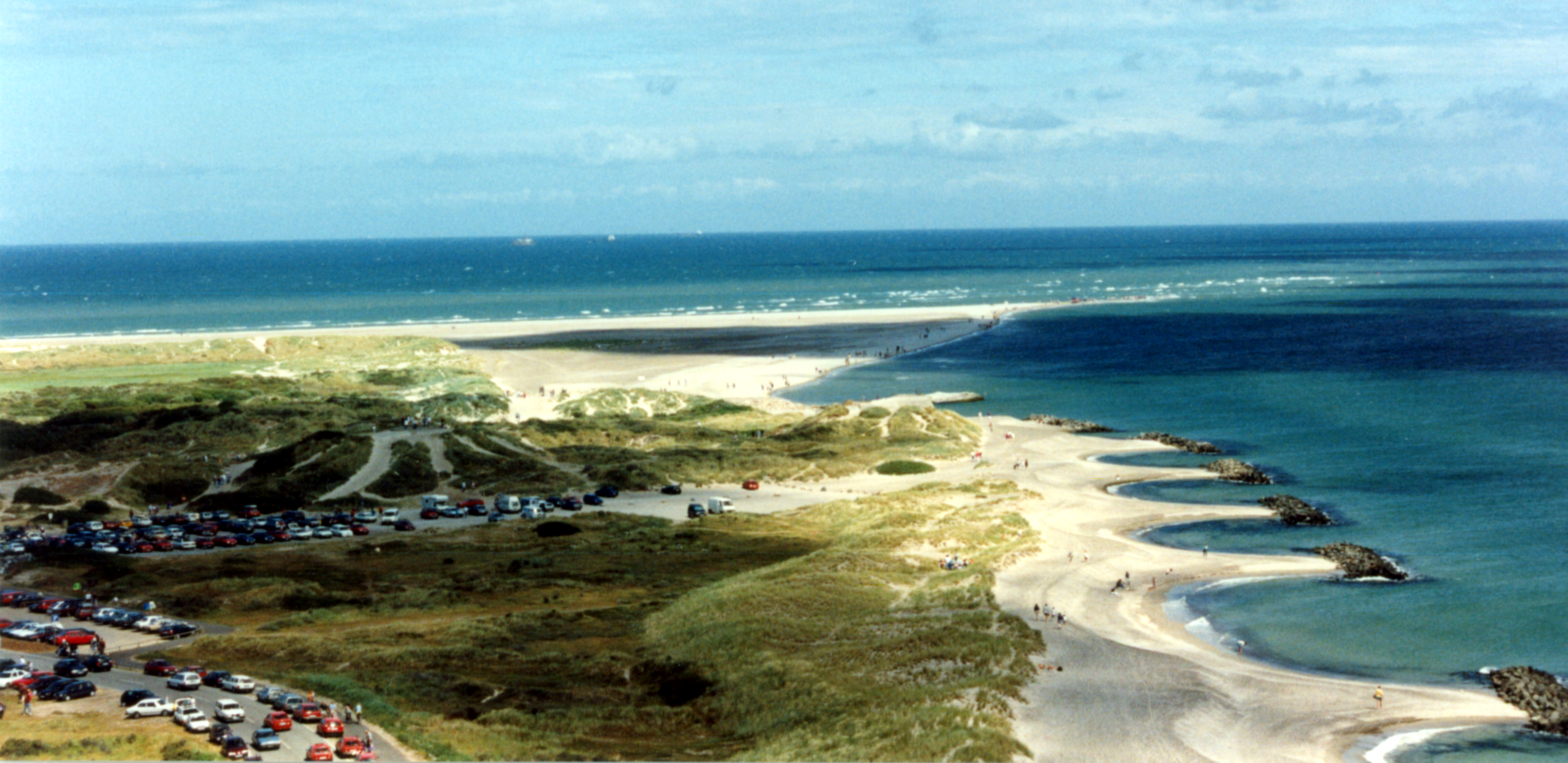
Grenen vista dal faro di Skagen

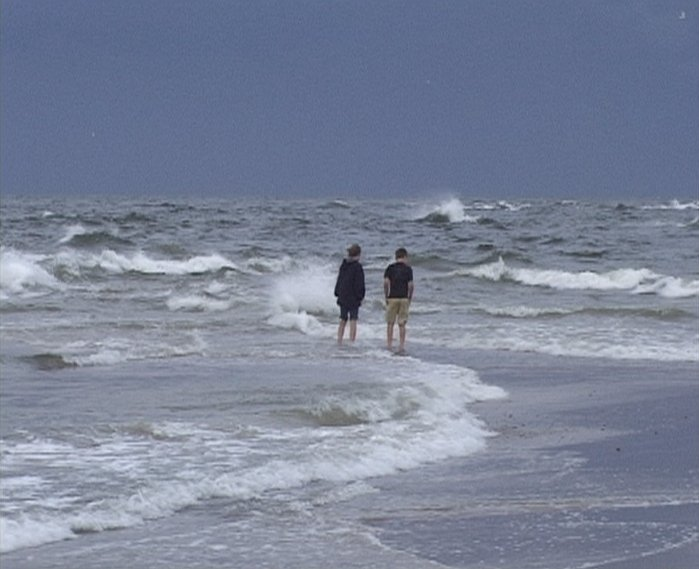
Grenen.

Grenen ("il ramo" in danese) è una penisola sabbiosa situata circa 4 km a nord della cittadina di Skagen, costituisce l'estremità settentrionale della Danimarca. 
È formata da una lingua di sabbia che si estende verso nord-est nel punto in cui i due mari Skagerrak e Kattegat si uniscono. A causa delle correnti e del movimento della sabbia la punta si è spostata di circa un km verso nord negli ultimi 200 anni.
Le turbolenze generate dall'incontro dei due mari rendono difficile la navigazione e per lo stesso motivo appositi cartelli sanciscono il divieto assoluto di balneazione nella parte di costa più settentrionale. Spesso è possibile assistere al caratteristico scontro delle onde provenienti da direzioni opposte.
La penisola ospita la tomba del poeta e drammaturgo danese Holger Drachmann.